# Exploited Barmy Army
«Exploited Barmy Army» es el segundo sencillo de la banda punk de Edimburgo (Escocia) The Exploited, publicado en octubre de 1980 por el sello de la banda, The Exploited Record Company, con la referencia EXP 1002. Posteriormente, en 1981, fue reeditado por el sello independiente Secret Records, con la referencia SHH 113.
El sencillo contiene tres temas. La canción «Exploited Barmy Army» es un himno a los seguidores de la banda. Uno de los temas de la cara B, «I Believe in Anarchy», se incluyó también, en una toma diferente, en el recopilatorio de varios artistas Oi! - The Album, publicado asimismo en octubre de 1980. Las dos canciones citadas se regrabaron para el LP Punk's Not Dead de 1981.
El sencillo fue «un éxito fenomenal», según Ian Glasper, y permaneció en las listas alternativas (Indie Charts) británicas durante 53 semanas, alcanzando el n.º 4 como posición más alta.

## Listado de temas

### Lado A
1. «Exploited Barmy Army» (2:28)

### Lado AA
1. «I Believe in Anarchy»
2. «What You Gonna Do»

## Formación
- Wattie Buchan - voz
- Big John Duncan - guitarra
- Gary McCormack - bajo
- Dru Stix - batería